# Atletica leggera maschile ai Giochi della IX Olimpiade
Ai Giochi della IX Olimpiade di Amsterdam 1928 sono stati assegnati 22 titoli nell'atletica leggera maschile.

## Calendario
| Gare       |            |            |              |             |                         |                         |                   |    |    |  |  |
| 100 m      | 100 m      | 200 m      | 200 m        | 400 m       | 400 m                   | Staffetta 4x100 m       | Staffetta 4x100 m | 22 |    |  |  |
| 400 m ost. | 400 m ost. | 110 m ost. | 110 m ost.   |             |                         | Staffetta 4x400 m       | Staffetta 4x400 m | 22 |    |  |  |
| 800 m      | 800 m      | 800 m      | 1500 m       | 1500 m      |                         |                         |                   | 22 |    |  |  |
| 10.000 m   |            | 5000 m     | 3000 m siepi |             | 5000 m                  | 3000 m siepi            | Maratona          | 22 |    |  |  |
| Alto       |            | Lungo      | Asta         | Triplo      |                         |                         |                   | 22 |    |  |  |
| Peso       | Martello   |            | Disco        | Giavellotto |                         |                         |                   | 22 |    |  |  |
|            |            |            |              |             | Decathlon (1ª giornata) | Decathlon (2ª giornata) |                   | 22 |    |  |  |
|            |            |            |              |             |                         |                         |                   |    |    |  |  |
| Titoli     | 3          | 3          | 2            | 4           | 3                       | 2                       | 2                 | 3  | 22 |  |  |

|  | Qualificazioni |  | Finali |

Le gare di atletica si svolgono da domenica a domenica, come a Parigi 1924.

Il programma è molto più snello, a causa della soppressione della corsa campestre, della gara di mezzofondo a squadre e della sospensione per un quadriennio della marcia.

Gli organizzatori hanno avuto l'idea di far disputare in giorni diversi i 1500 m e i 5000 m. Nelle edizioni precedenti queste gare erano sovrapposte, rendendo impossibile agli atleti provare a vincerle entrambe. Ad Amsterdam è possibile per la prima volta realizzare sia l'accoppiata 800-1500 sia 5000-1500.
A Parigi si assegnavano 7 titoli nell'ultima giornata: ad Amsterdam ne vengono assegnati solo tre. La differenza è la seguente:
- La gara a squadre e la marcia non si disputano;
- Il Decathlon è arretrato di un giorno, il Disco di quattro;
- Rimangono le due staffette e la Maratona.

Il programma dei concorsi è più compatto: qualificazioni e finali si svolgono nello stesso giorno. Viene introdotta una consuetudine che durerà per decenni, anche dopo la guerra: i concorsi si disputano dal primo giorno di gare fino a un giorno prima del Decathlon.

## Nuovi record
I cinque record mondiali sono, per definizione, anche record olimpici.
| Nuovo record mondiale in | 5 specialità:  | 110 hs, staffetta 4×100 m, staffetta 4×400 m, getto del peso e decathlon.                                                                  |
| Nuovo record olimpico in | 11 specialità: | 100 m, 200 m, 800 m, 1.500 m, 10.000 m, 3.000 siepi,, 400 hs, salto con l'asta, salto in lungo, lancio del disco e lancio del giavellotto. |

## I campioni di Parigi quattro anni dopo
Dei 17 campioni dei Giochi di Parigi 1924 (i titoli furono 21, ma in quattro fecero la doppietta), si ripresentano per difendere il titolo in dieci: 
| Scholz (200 m) | Lowe (800 m) | Nurmi (5 000 m) | Ritola (10 000 m) | Taylor (400 hs) | Barnes (asta) | Hubbard (lungo) | Winter (triplo) | Houser (disco) | Osborn (alto) |

Dei restanti 7:
- Gli statunitensi Daniel Kinsey (110 hs) e Fred Tootell (lancio del martello) hanno finito il college e si sono ritirati dall'attività dilettantistica. Lo stesso per il britannico Eric Liddell (400 m);
- L'altro campione britannico, Harold Abrahams (100 m), è stato vittima di un grave incidente nel 1925 ed ha abbandonato le gare;
- Albin Stenroos (maratona) a Parigi aveva già 35 anni e si era ritirato subito dopo i Giochi;
- Jonni Myyrä (lancio del giavellotto) era alla sua terza Olimpiade e si era ritirato nel 1926 a 34 anni;
- Ugo Frigerio non ha potuto difendere il titolo perché la marcia è stata cancellata dal programma.

## Risultati delle gare
| Specialità | Oro                                                                | Risultato   | Argento                                                           | Risultato   | Bronzo                                                          | Risultato   | Dettagli            |
| --- | ------------------------------------------------------------------ | ----------- | ----------------------------------------------------------------- | ----------- | --------------------------------------------------------------- | ----------- | ------------------- |
| 100 m | Percy Williams                                                     | 10"8        | Jack London                                                       | 10"9e       | Georg Lammers                                                   | 10"9e       | Classifica completa |
| 200 m | Percy Williams                                                     | 21"8        | Walter Rangeley                                                   | 21"9e       | Helmut Körnig                                                   | 21"9e       | Classifica completa |
| 400 m | Ray Barbuti                                                        | 47"8        | Jimmy Ball                                                        | 48"2/47"9e  | Joachim Büchner                                                 | 48"4/48"1e  | Classifica completa |
| 800 m | Douglas Lowe                                                       | 1'51"8      | Erik Byléhn                                                       | 1'52"8e     | Hermann Engelhard                                               | 1'53"2e     | Classifica completa |
| 1.500 m | Harry Larva                                                        | 3'53"2      | Jules Ladoumègue                                                  | 3'53"8e     | Eino Purje                                                      | 3'56"4e     | Classifica completa |
| 5.000 m | Ville Ritola                                                       | 14'38"0     | Paavo Nurmi                                                       | 14'40"0e    | Edvin Wide                                                      | 14'41"2e    | Classifica completa |
| 10.000 m | Paavo Nurmi                                                        | 30'18"8     | Ville Ritola                                                      | 30'19"4     | Edvin Wide                                                      | 31'00"8     | Classifica completa |
| 3.000 m siepi | Toivo Loukola                                                      | 9'21"8      | Paavo Nurmi                                                       | 9'31"6e     | Ove Andersen                                                    | 9'35"6e     | Classifica completa |
| 110 m ostacoli | Sid Atkinson                                                       | 14"8        | Steve Anderson                                                    | 14"8e       | John Collier                                                    | 14"9e       | Classifica completa |
| 400 m ostacoli | David Burghley                                                     | 53"4        | Frank Cuhel                                                       | 53"6e       | Morgan Taylor                                                   | 53"6e       | Classifica completa |
| Maratona | Boughéra El Ouafi                                                  | 2h32'57"    | Manuel Plaza                                                      | 2h33'23"    | Martti Marttelin                                                | 2h35'02"    | Classifica completa |
| Salto in alto | Bob King                                                           | 1,94 m      | Benjamin Hedges                                                   | 1,91 m      | Claude Ménard                                                   | 1,91 m      | Classifica completa |
| Salto con l'asta | Sabin Carr                                                         | 4,20 m      | William Droegemueller                                             | 4,10 m      | Charles McGinnis                                                | 3,95 m      | Classifica completa |
| Salto in lungo | Ed Hamm                                                            | 7,73 m      | Silvio Cator                                                      | 7,58 m      | Al Bates                                                        | 7,40 m      | Classifica completa |
| Salto triplo | Mikio Oda                                                          | 15,21 m     | Levi Casey                                                        | 15,17 m     | Vilho Tuulos                                                    | 15,11 m     | Classifica completa |
| Getto del peso | John Kuck                                                          | 15,87 m     | Herman Brix                                                       | 15,75 m     | Emil Hirschfeld                                                 | 15,72 m     | Classifica completa |
| Lancio del disco | Bud Houser                                                         | 47,32 m     | Antero Kivi                                                       | 47,23 m     | James Corson                                                    | 47,10 m     | Classifica completa |
| Lancio del martello | Pat O'Callaghan                                                    | 51,39 m     | Ossian Skiöld                                                     | 51,29 m     | Edmund Black                                                    | 49,03 m     | Classifica completa |
| Lancio del giavellotto | Erik Lundqvist                                                     | 66,60 m     | Béla Szepes                                                       | 65,26 m     | Olav Sunde                                                      | 63,97 m     | Classifica completa |
| Decathlon | Paavo Yrjölä                                                       | 8.053,29 p. | Akilles Järvinen                                                  | 7.931,50 p. | Ken Doherty                                                     | 7.706,65 p. | Classifica completa |
| Staffetta 4×100 m | Stati Uniti Frank Wykoff James Quinn Charles Borah Henry Russell   | 41"0        | Germania Georg Lammers Richard Corts Hubert Houben Helmut Körnig  | 41"2        | Regno Unito Cyril Gill Teddy Smouha Walter Rangeley Jack London | 41"8        | Classifica completa |
| Staffetta 4×400 m | Stati Uniti George Baird Fred Alderman Emerson Spencer Ray Barbuti | 3'14"2      | Germania Otto Neumann Harry Storz Richard Krebs Hermann Engelhard | 3'14"8      | Canada Jimmy Ball Stanley Glover Phil Edwards Alex Wilson       | 3'15"4      | Classifica completa |
| record mondiale; record olimpico; record mondiale stagionale; record africano; record asiatico; record europeo; record nord-centroamericano e caraibico; record sudamericano; record oceaniano; record nazionale; record personale; record personale stagionale. |                                                                    |             |                                                                   |             |                                                                 |             |                     |